# Jan Maciejko
Jan Wincenty Maciejko (* 2. Januar 1913 in Tarnów; † 21. Oktober 1993 in Krakau) war ein polnischer Eishockeytorwart und -trainer.

## Karriere
Jan Maciejko verbrachte seine gesamte Karriere als Eishockeyspieler von 1926 bis 1952 bei KS Cracovia. Mit der Mannschaft gewann er als Torwart in den Jahren 1937, 1946, 1947 und 1949 jeweils den polnischen Meistertitel. Während des Zweiten Weltkriegs kämpfte er während des Überfalls auf Polen gegen die deutsche Armee und war anschließend im Untergrund am aktiven Widerstand beteiligt.
In den Jahren 1952 und 1953 war Maciejko als Trainer von Podhale Nowy Targ tätig.

### International
Für die polnische Eishockeynationalmannschaft nahm Maciejko an den Olympischen Winterspielen 1948 in St. Moritz teil. Zudem stand er im Aufgebot seines Landes bei den Weltmeisterschaften 1939 und 1947. Zwischen 1938 und 1952 bestritt er insgesamt 28 Länderspiele für Polen.

## Erfolge und Auszeichnungen
- 1937 Polnischer Meister mit KS Cracovia
- 1946 Polnischer Meister mit KS Cracovia
- 1947 Polnischer Meister mit KS Cracovia
- 1949 Polnischer Meister mit KS Cracovia